# La sentència (pel·lícula de 2003)
La sentència (títol original en anglès: The Statement) és una pel·lícula canadenco-franco-britànico-estatunidenca de Norman Jewison, estrenada el 2003, adaptada del llibre The Statement (1996) de Brian Moore, i inspirada en el Cas Paul Touvier. Ha estat doblada al català.

## Argument
Pierre Brossard, milicià sota el Règim de Vichy, ha fugit des de la seva condemna en absència. Viu plàcidament en el més gran anonimat quan el jutge Livi decideix de buscar-lo per jutjar-lo per a crims contra la humanitat. Després de la Segona Guerra Mundial (1939-1945), Pierre Brossard (Michael Caine), un nazi que va supervisar l'execució de 14 jueus, es va refugiar en el sud de França. Però, de sobte, el seu afable i anònima vida es veu pertorbada, en veure's implicat en una investigació sobre crims de guerra. Una ambiciosa jutge (Tilda Swinton) tracta de localitzar-ho, però no és ella l'única que segueix els seus passos.

## Repartiment
- Michael Caine: Pierre Brossard
- Tilda Swinton: Annemarie Livi
- Jeremy Northam: el coronel Roux
- Alan Bates: Armand Bertier
- Charlotte Rampling: Nicole
- Ciarán Hinds: Pochon
- John Neville: el vell
- Frank Finlay: el comissari Vionnet
- William Hutt: El Moyne
- Matt Craven: David Joseph Manenbaum
- Noam Jenkins: Michael Levy
- Peter Wight: inspector Cholet
- Malcolm Sinclair: el cardenal de Lió
- Colin Salmon: el pare Patrice
- David de Keyser: Dom André
- Christian Erickson: el pare Joseph
- Dominic Gould: el capità Durand
- Peter Hudson: el professor Valentin
- Joseph Malerba: Max
- John Boswall: el pare Leo
- George Wills: Pierre Brossard, jove
- Jérémie Covillault: oficial de l'interrogatori

## Crítica
- "Dirigida amb professionalitat, però sense gaire entusiasme (...) Caine ofereix una classe mestra de com dotar al personatge de matisos (...) no obstant això la seva interpretació no és suficient"[3]